# 산요 전기
산요 전기(三洋電機, SANYO Electric Co., Ltd., 문화어: 상요 전기)는 일본 오사카부 모리구치시에 본사를 둔 전자 회사였다. 2008년 포춘지의 "세계에서 가장 존경받는 기업" 조사에서 전자 부문 14위를 기록하였다.
회사 이름은 태평양, 대서양, 인도양을 의미하며, 세계에서 활약할 수 있는 기업이 되자는 의지가 담겨있다. 산요의 슬로건은 〈Think GAIA "For Life and the Earth"〉이었다.

## 역사
산요전기는 1947년 이우에 토시오(井植 歳男)가 산요전기 제작소라는 이름으로 설립하였다. 1950년에 법인화되었다. 1952년 세계 최초로 플라스틱 라디오를 만들었으며, 1954년에 일본 최초 고동 펌프 형식의 세탁기를 개발하였다.
2009년 세계 최초로 완전 방수가 되는 카메라를 출시하였다.

### 도쿄 오리온즈 인수설
1969년 1월 산토리 마쓰시타 전기 도시바 등과 함께 도쿄 오리온즈 구단 인수 물망에 올랐으나 구단 경영에 용훼하지 말라는 오리온즈 측의 제휴 조건 때문에 좌절됐고 롯데가 최종 인수했다.

### 파나소닉의 인수
2008년 11월 7일 파나소닉이 산요전기 인수를 공식 발표하였다. 2009년 4월에 공식 인수할 예정이었으나 독점심사의 문제로 늦춰진 상태이다. 2009년 11월 5일 파이낸셜 타임즈는 이번 인수 시도건에 대해 유럽 연합, 일본 만이 찬성한 상태이며, 반대 국가 중 특히 중국은 파나소닉이 자국내 시장에서 독점의 지위를 얻게 되는 것을 우려하여 공식 반대의사를 발표하였다고 보도하였다. 2009년 12월 11일에 파나소닉이 산요 전기의 지분중 약 50%를 4037억엔에 인수하였으며, 2009년 12월 21일에 파나소닉의 자회사가 되어, 역사 속으로 사라졌다.

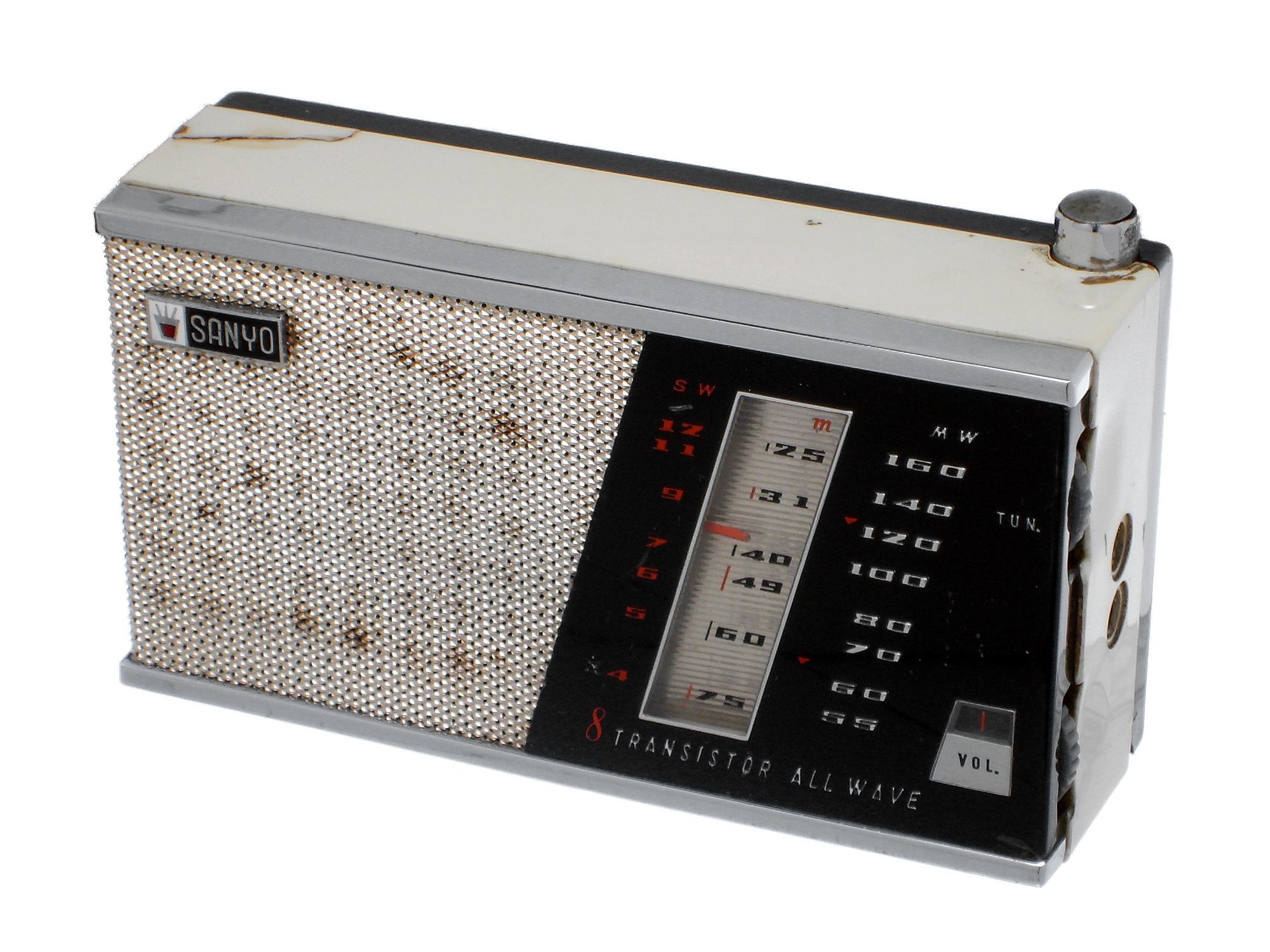
1959년에 발표된 트랜지스터 라디오, 모델 8S-P3

### 하이얼의 가전제품부문 인수
2011년 10월 18일 하이얼이 산요의 가전제품 분야를 인수하게 되면서 일본 현지의 산요 직원 340명 정도가 하이얼 소속이 되었으며, 산요는 일본 현지에서의 세탁기와 냉장고 업무 및 동아시아 4개국에서의 백색 가전 업무를 완전히 하이얼에 넘기게 됐다.

## 같이 보기
- 산요세일즈앤마케팅한국